# Rhacophorus rhodopus
Rhacophorus rhodopus es una especie de anfibio anuro de la familia Rhacophoridae que habita en el noreste de la India, en el norte de Indochina y el sur de China (incluyendo la isla de Hainan).